# آلسدورف
آلسدورف (به آلمانی: alsdɔʁf]) یک شهر در منطقه آخن، در ایالت نوردراین-وستفالن، آلمان است. تا قرن ۲۱ آلسدورف منطقه ای برای استخراج معدن بود، اما در حال حاضر بسیاری از شرکت‌های خدماتی در آلسدورف تأسیس شده است. علاوه بر این، آلسدورف دارای سالن سرپوشیده، سینما، موزهٔ معدن و یک باغ وحش است. یکی از اماکن معروف آلسدورف، قلعه قدیمی است.

## جغرافیا
آلسدورف شهریست در نزدیکی مثلث مرزی آلمان / بلژیک / هلند که واقع در غرب آلمان است.